# Jerry Finn
Pour les articles homonymes, voir Finn (homonymie).
Jerry Finn (31 mars 1969 - 21 août 2008) était un producteur américain, connu pour être à la production de bon nombre de groupes punk au début des années 1990 et 2000. Parmi les groupes avec lesquels il a travaillé on peut citer Morrissey, AFI, Bad Religion, Blink 182, MxPx, Rancid, Green Day, Sum 41 et The Offspring.
Finn mourut d'une hémorragie cérébrale le 21 août 2008, juste après avoir fini la production du dernier album de Morrissey.  

## Production

### 1994
| Groupe    | Album  | Détails |
| --------- | ------ | ------- |
| Green Day | Dookie | Mixage  |

### 1995
| Groupe     | Album                      | Détails |
| ---------- | -------------------------- | ------- |
| The Muffs  | Blonder and Blonder        | Mixage  |
| Pennywise  | About Time                 |         |
| Rancid     | ...And Out Come the Wolves |         |
| Jawbreaker | Dear You                   | Mixage  |
| Green Day  | Insomniac                  | Mixage  |

### 1996
| Groupe     | Album                     | Détails |
| ---------- | ------------------------- | ------- |
| Fastball   | Make Your Mama Proud (en) |         |
| Daredevils | Hate You (en) (single)    |         |

### 1997
| Groupe        | Album               | Détails |
| ------------- | ------------------- | ------- |
| Smoking Popes | Destination Failure |         |
| Coward        | Self-Titled         |         |

### 1998
| Groupe         | Album                    | Détails |
| -------------- | ------------------------ | ------- |
| Superdrag      | Head Trip in Every Key   |         |
| Rancid         | Life Won't Wait          | Mixage  |
| The Vandals    | Hitler Bad, Vandals Good | Mixage  |
| The Living End | The Living End           | Mixage  |
| Liars Inc.     | Superjaded               | Mixage  |

### 1999
| Groupe    | Album              | Détails |
| --------- | ------------------ | ------- |
| Blink-182 | Enema of the State |         |
| Madness   | Universal Madness  | Mixage  |
| Fenix*TX  | Fenix*TX           |         |

### 2000
| Groupe      | Album                                                  | Détails |
| ----------- | ------------------------------------------------------ | ------- |
| Blink-182   | The Mark, Tom, and Travis Show: The Enema Strikes Back |         |
| MxPx        | The Ever Passing Moment                                |         |
| Marvelous 3 | ReadySexGo! (en)                                       |         |

### 2001
| Groupe        | Album                          | Détails   |
| ------------- | ------------------------------ | --------- |
| Fenix*TX      | Lechuza                        |           |
| Sum 41        | All Killer No Filler           |           |
| Alkaline Trio | From Here to Infirmary         | Mixage    |
| Blink-182     | Take Off Your Pants and Jacket |           |
| Green Day     | International Superhits        | Coproduit |

### 2002
| Groupe        | Album                 | Détails |
| ------------- | --------------------- | ------- |
| Bad Religion  | The Process of Belief | Mixage  |
| Box Car Racer | Box Car Racer         |         |
| MxPx          | Ten Years and Running |         |
| Sparta        | Wiretap Scars         |         |

### 2003
| Groupe        | Album                         | Détails             |
| ------------- | ----------------------------- | ------------------- |
| Vendetta Red  | Between the Never and the Now |                     |
| AFI           | Sing the Sorrow               | Coproduit et Mixage |
| Alkaline Trio | Good Mourning                 | Coproduit et Mixage |
| Blink-182     | Blink-182                     |                     |

### 2004
| Groupe        | Album                 | Détails |
| ------------- | --------------------- | ------- |
| Morrissey     | You Are the Quarry    |         |
| Marjorie Fair | Self Help Serenade    |         |
| The Vandals   | Hollywood Potato Chip | Mixage  |

### 2005
| Groupe        | Album         | Détails |
| ------------- | ------------- | ------- |
| Eisley        | Room Noises   | Mixage  |
| The Offspring | Greatest Hits |         |
| Alkaline Trio | Crimson       |         |
| Blink-182     | Greatest Hits |         |

### 2006
| Groupe | Album                         | Détails             |
| ------ | ----------------------------- | ------------------- |
| AFI    | Decemberunderground           |                     |
| +44    | When Your Heart Stops Beating | Coproduit et mixage |

### 2007
| Groupe     | Album                     | Détails |
| ---------- | ------------------------- | ------- |
| Tiger Army | Music from Regions Beyond |         |

### 2008
| Groupe    | Album         | Détails |
| --------- | ------------- | ------- |
| Morrissey | Greatest Hits |         |

### 2009
| Groupe    | Album            | Détails |
| --------- | ---------------- | ------- |
| Morrissey | Years of Refusal |         |

### 2010
| Groupe    | Album                             | Détails |
| --------- | --------------------------------- | ------- |
| Morrissey | I'm Throwing My Arms Around Paris |         |